# Senedyemib Mehi
| s | nDm | n&D | m | ib | nfr | r&n&f | mH | H | i |

| s | nDm | n&D | m | ib | nfr | r&n&f | mH | H | i |

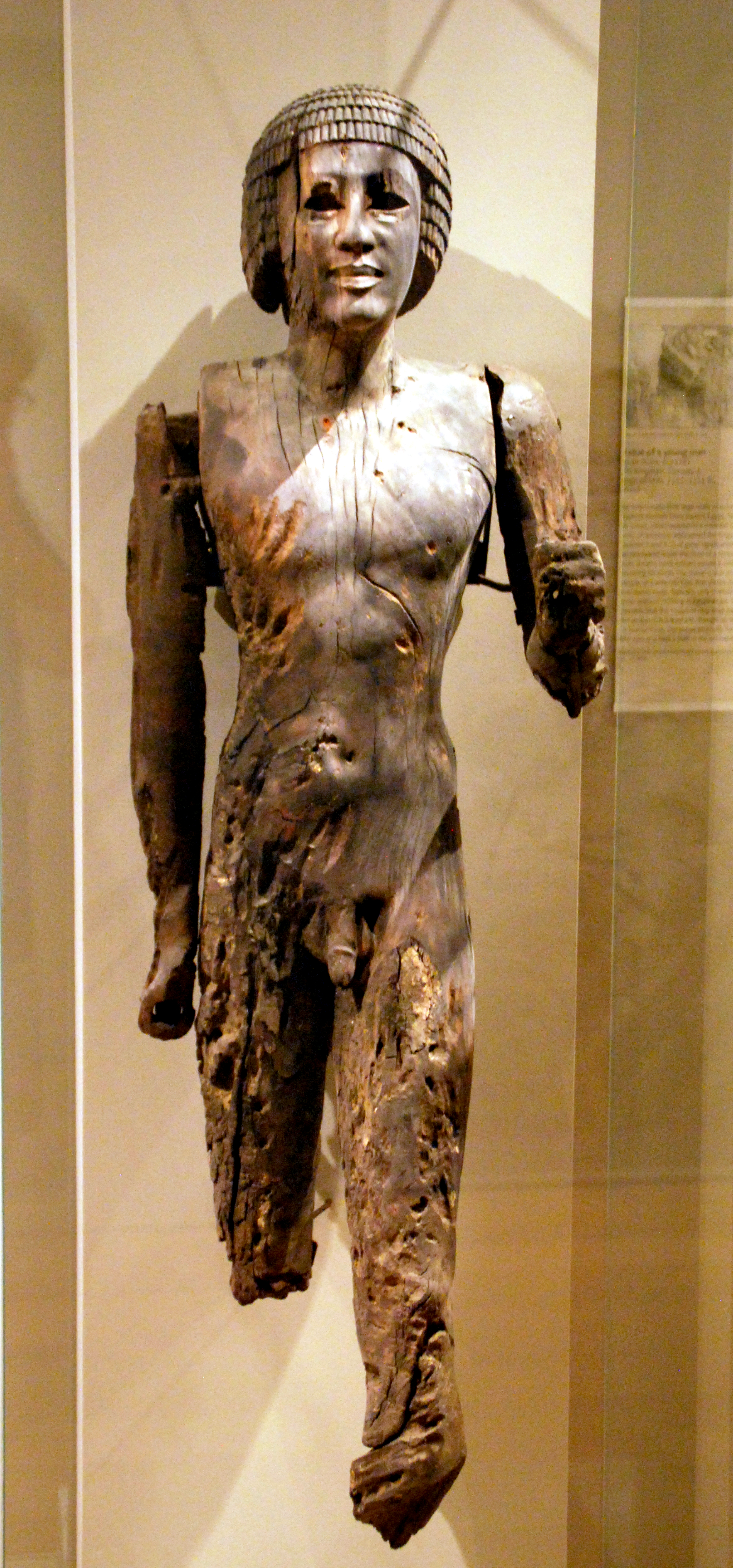
Senedyemib Mehi, Museo de Bellas Artes (Boston).

Senedyemib Mehi (siglo XXIV a. C.) era de un escriba que ejercía como administrador y chaty de Unis, faraón del Alto y Bajo Egipto durante la quinta dinastía. 
Como su padre, chaty durante el reinado anterior, llevaba también el título de Director de todas las obras del rey, por lo que es seguro que fue el arquitecto que supervisó la construcción de la pirámide de Unis en Saqqara.
Su esposa era la princesa Jentkaus, hija de Unis, con quien tuvo tres hijos: dos varones, Senedyemib y Mehi y una mujer, Jentkaus.

## Sepultura

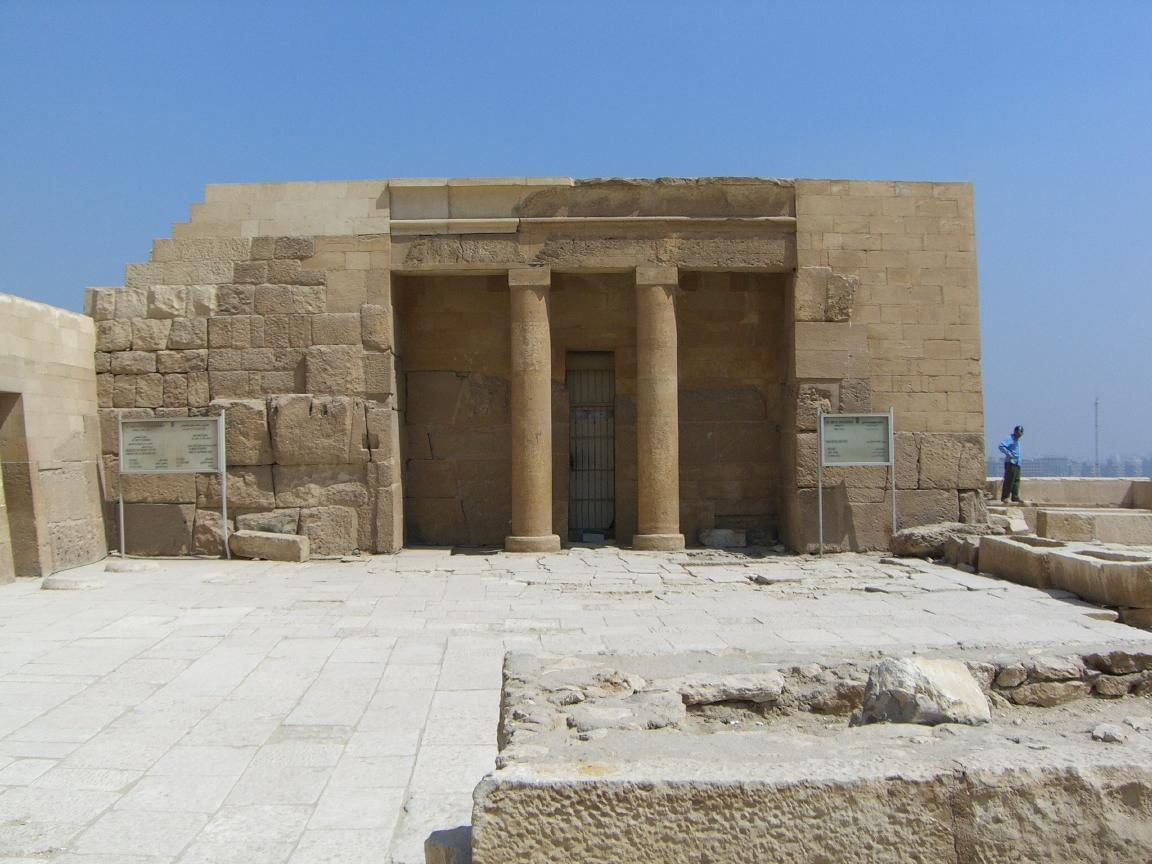
Fachada y pórtico de la mastaba de Senedjemib Mehi en Guiza.

Senedjemib Mehi se hizo construir una mastaba (G2378) no lejos de la de su padre en Guiza, en la cual fue enterrado con su esposa. La tumba fue descubierta en 1842 por Karl Richard Lepsius, y excavada e investigada por George Andrew Reisner en 1914. 
Además de una estatua de Senedjemib Mehi de tamaño real tallada en madera y descubierta en el serdab de la mastaba, se encontraron algunas estatuillas también en madera representando presos atados. Se han encontrado tales figuras mayores que el natural en los complejos funerarios reales, en particular en los de Dyedkara-Isesi o Meryra Pepy en Saqqara, pero es la primera vez que se encuentran formando parte del ajuar funerario de un dignatario. También se han encontrado un apoyacabezas de alabastro, fragmentos de cerámica, una estela puerta falsa y herramientas de cobre y piedra.
El conjunto de estas estatuas se expone en el Museo de Bellas Artes de Boston.